# Lucernarium
Lucernarium, mniej poprawnie lucenarium (łac. lucernarium – czas zapalania lamp, nabożeństwo wieczorne, lucernarium; od łac. lucerna – lampa) – obrzęd wieczornego zapalania świateł i dziękczynienia za dar światła, starożytna forma modlitwy chrześcijańskiej, obecnie zwykle połączona z nieszporami.

## Lucernarium w pierwotnym chrześcijaństwie
Tradycja Apostolska pseudo-Hipolita, pochodząca być może z III wieku, zawiera modlitwy towarzyszące wprowadzeniu światła na wieczorny posiłek (de introductione lucernae in cena communitatis). W IV wieku ceremonia domowa została zaadaptowana do liturgii; Egeria opisuje codzienny ryt wieczornego zapalania światła w bazylice Anastasis w Jerozolimie. Od tych ceremonii wywodzą się obrzędy związane z paschałem podczas wigilii paschalnej.

## Lucernarium obecnie

### Obrządek rzymski
W liturgii godzin obrządku rzymskiego zasadniczo lucernarium nie ma. Niektóre warianty obrządku rzymskiego powstałe po soborze watykańskim II, na przykład liturgia Monastycznych Wspólnot Jerozolimskich, włączyły lucernarium do swoich obrzędów. 
Nowe wydania Mszału Rzymskiego nazwę lucernarium stosują do pierwszej części wigilii paschalnej, w czasie której następuje błogosławieństwo ognia i paschału. Dawniejsze wydania Mszału Rzymskiego nie używały tego terminu, ceremonia była określana jako benedictio ignis (błogosławieństwo ognia) i benedictio cerei (paschalis) [błogosławieństwo świecy (paschalnej)]. 

### Obrządek ambrozjański
W obrządku ambrozjańskim lucernarium rozpoczyna nieszpory. Tekst tej części oficjum często zaczyna się od następującego wersetu: Quoniam tu illuminas lucernam meam, Domine, Deus meus, illuminas tenebras meas (Bo Ty, Panie, każesz świecić mojej pochodni: Boże mój, oświecasz moje ciemności. Ps 17, 29).

### Obrządek bizantyjski

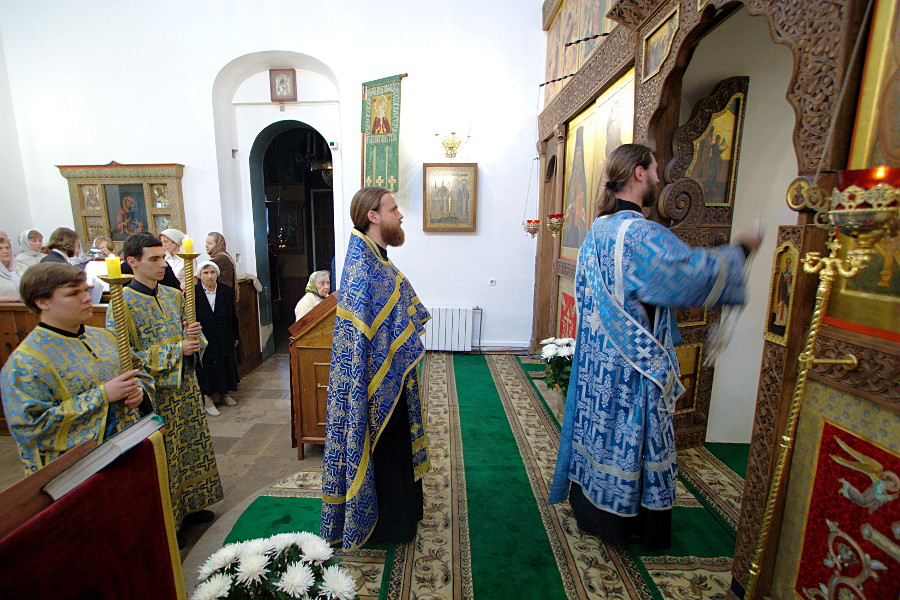
Wielkie Wejście na zakończenie lucernarium podczas nieszporów w obrządku bizantyjskim

Lucernarium jest jedną z części nieszporów, następującą po psalmie wprowadzającym (103), wielkiej ektenii i ewentualnie czytaniu psałterza (często pomijanym w praktyce parafialnej kościołów unickich). Lucernarium składa się z czterech stałych psalmów: 140, 141, 129 i 116. Tę część nieszporów określa się też incipitem psalmu 140: Κύριε κέκραξα (po grecku) czyli Гóсподи воззвáхъ (w języku cerkiewnosłowiańskim). 
Między ostatnie wersety psalmów wstawia się od czterech do dziesięciu sticherów (troparionów dnia liturgicznego). Po śpiewie psalmów zakończonym doksologią następuje wejście, w czasie którego śpiewa się hymn Φῶς ἱλαρόν (Свѣ́те ти́хїй).